# Panet (canton)
Panet est un canton canadien de forme irrégulière de la région de la Chaudière-Appalaches. Il fut proclamé officiellement le 18 octobre 1868. Il couvre une superficie de 19 140 hectares.
Le canton a été divisé en 12 rangs, les 7 premiers ayant chacun 46 lots. Alors que les 5 autres ont respectivement 40, 32, 24, 16 et 8 lots en raison de la frontière canado-américaine. Le canton comprend l'entièreté de la municipalité de Saint-Just-de-Bretenières et une partie des municipalités de Saint-Fabien-de-Panet et de Saint-Magloire. Le village de Daaquam est aussi situé dans le canton de Panet.

## Toponymie
Le toponyme Panet honore la mémoire de Monseigneur Bernard-Claude Panet (1753-1833) qui fut entre autres évêque de Québec . Le village de Saint-Fabien-de-Panet tire d'ailleurs son nom du canton.